# 阿里斯塔克斯陨石坑
阿里斯塔克斯陨石坑（Aristarchus）是位于月球正面西北部一座突出的撞击坑，约形成于哥白尼纪，其名称取自古希腊天文学家「萨摩斯岛的阿里斯塔克斯」（公元前310年-公元前230年），1935年该名称被国际天文学联合会正式接受。
该陨坑比科罗拉多大峡谷还要大，就位于阿里斯塔克斯高原东南边缘，一块包含了大量如蜿蜒月溪等火山活动构造的隆起区，该一带也是曾大量报道发生过月球瞬变现象的地方，而且月球探勘者探测器曾检测到近期有过氡气排散的迹象。

## 月面学

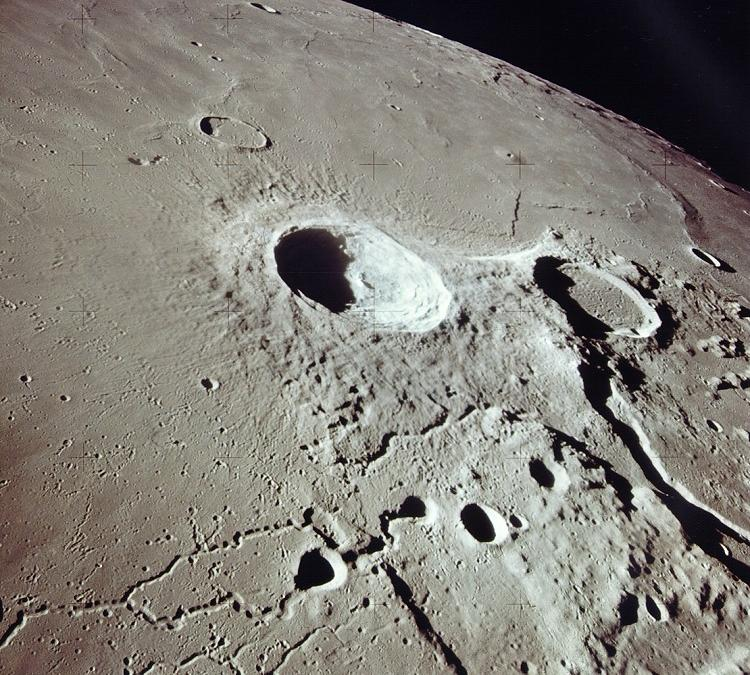
阿里斯塔克斯陨石坑(中)和希罗多德陨石坑(右)，美国宇航局图片。

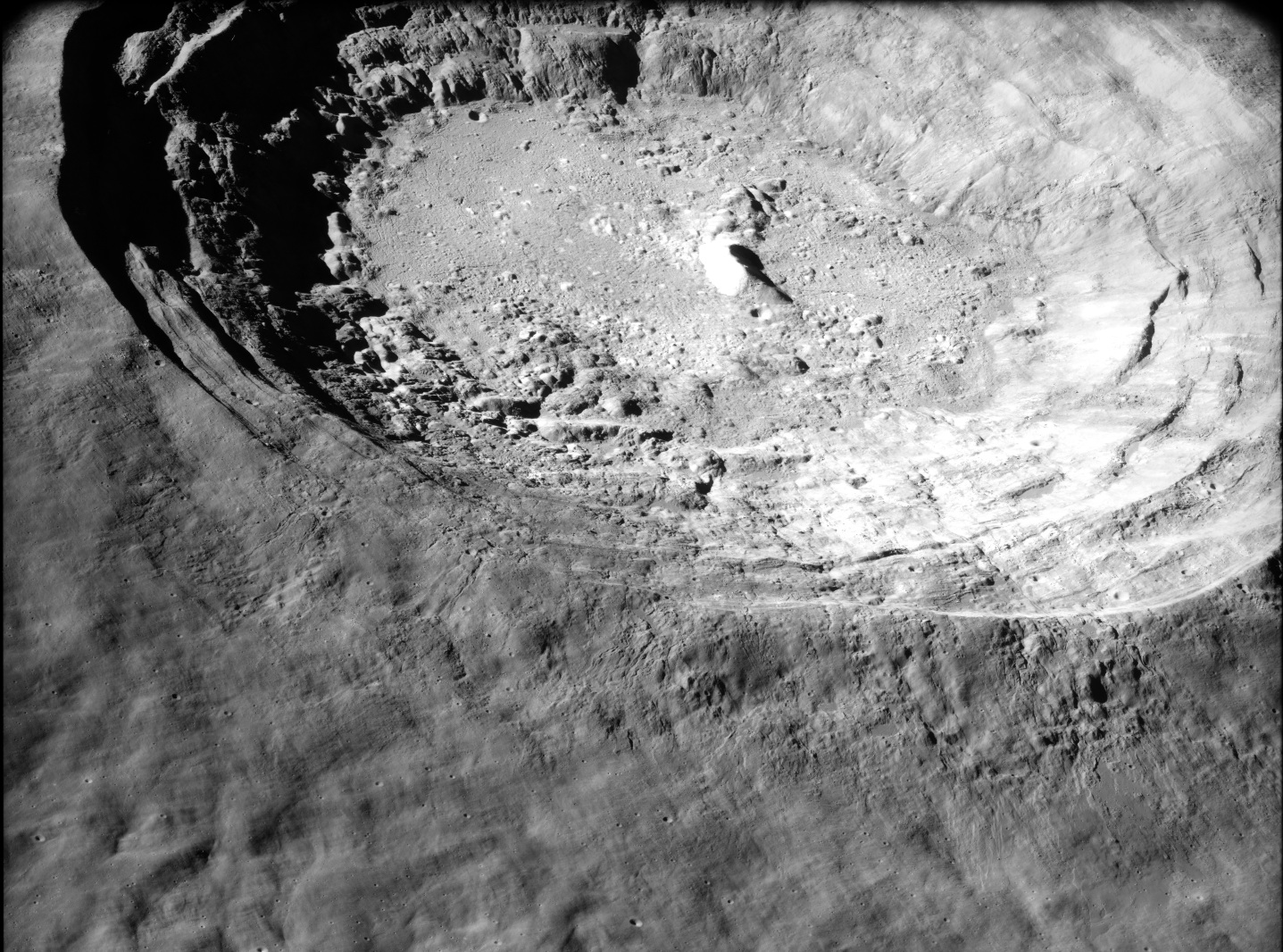
阿波罗15号拍摄的陨石坑内特写照片，美国宇航局图片。

阿里斯塔克斯陨石坑位于广袤的风暴洋中间一处隆起的岩石高地上-也称作"阿里斯塔克斯高原"，该倾斜地块横跨约200公里，其中位于风暴洋东南的部分最大高出月海表面达2000米。阿里斯塔克斯陨石坑坐落在略小的希罗多德陨石坑及施勒特尔月谷东面、东北毗邻已损毁的普林茨陨石坑，更远处绵延着哈宾杰山脉，它的北面则蜿蜒着一系列被统称为"阿里斯塔克斯月溪"的狭窄沟槽。陨坑中心月面坐标为23°44′N 47°29′W / 23.73°N 47.49°W，直径39.99公里，深约2.19公里。
阿里斯塔克斯陨石坑是月表上最亮的大型结构，其反照率几乎是大部分月表特征的二倍，足以用肉眼直接看到，其显示在大型望远镜中的反光强度更是令人眼花，即使大部分月表处于地照期间，也可以很容易地识别出它。它的坑内施罗特亮度等级达到9½°，而中央峰更是高达10°。之所以如此明亮夺目，是因为它形成时间相对较晚，大概产生于4.5亿年前，太阳风尚未有足够时间通过太空风化过程来淡化其撞击溅射物。阿里斯塔克斯陨石坑应形成在哥白尼环形山之后，但要早于第谷环形山。由于阿里斯塔克斯陨石坑这些醒目的射纹线，它也被归属为哥白尼纪的撞击坑。
该陨坑最亮的地方是它高约860米的陡峭中央峰，内侧壁呈明显的阶坡状结构，其中西侧内壁坡度约有31°。坑内地表相对平坦，但月球轨道器拍摄的照片揭示了其坑底覆盖有众多小山丘、洼坑和小裂缝。陨坑环绕着一圈厚实的圆形或多边形阶坡状外壁，坑壁最大高出周边地形1030米，并覆盖了一层明亮的喷出物，这些喷出物向南面和东南延伸分散成明亮的射纹束，这表明阿里斯塔克斯陨坑可能形成于一次来自东北方的斜向撞击，这些喷出物包含了月海和阿里斯塔克斯高原的地质成分。
2011年11月，月球勘测轨道飞行器飞越了这座横跨近25英里(40公里)、下沉深度超过2英里(3.5公里)的陨石坑。亚利桑那州立大学月球勘测轨道飞行器首席图像研究员"马克·罗宾逊"(Mark Robinson)曾说："阿里斯塔克斯高原是月球上最具地质多样性的地方：一处神奇凸起的平坦高原，一道被熔岩洪流凿出的巨型月沟，火山灰喷发区以及四周漫布着大面积的玄武岩”。美国宇航局2011年12月25日公布了该陨石坑的照片。

## 遥控观测

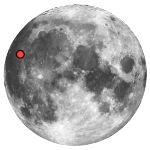
阿里斯塔克斯陨石坑在月球上的位置

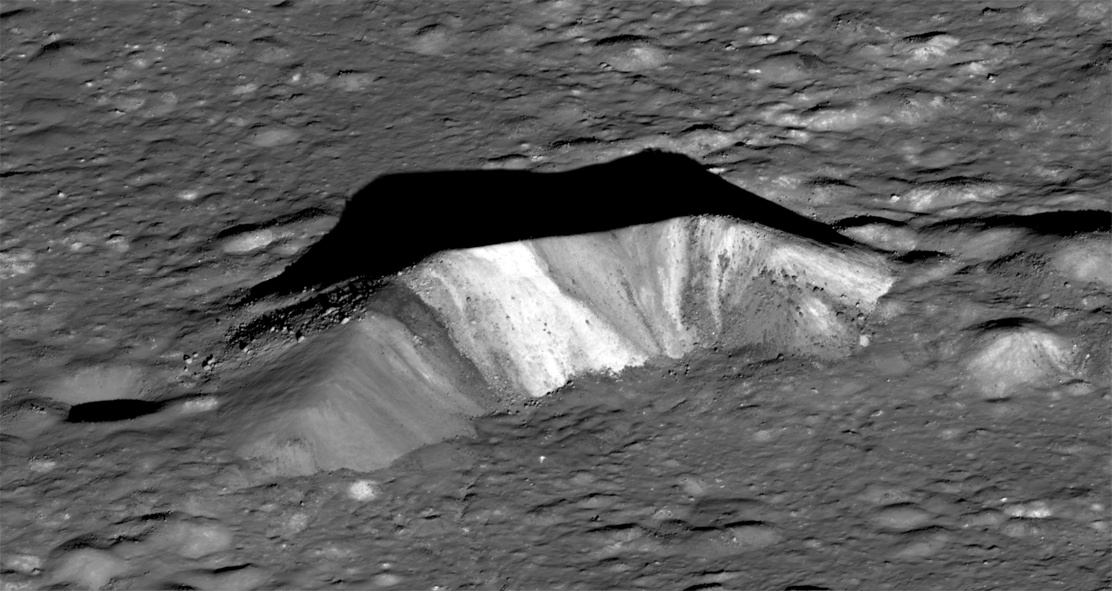
月球勘测轨道飞行器拍摄的中央峰，其颜色显示了不同的组成成分。

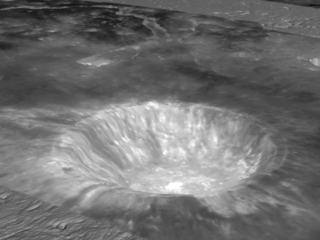
克莱门汀号绘制的阿里斯塔克斯陨石坑模拟测绘图，美国宇航局图片。

1911年，罗伯特·威廉姆斯·伍德(Robert W. Wood)教授在使用紫外线摄影拍摄该陨石坑区时，发现了紫外光下高原区异常的外观和北部区呈现有硫矿床的迹象，今天认为阿里斯塔克斯高原岩石类似物为橙色月壤（这种颜色的地表附着了直径约0.2毫米，类似玻璃体的橙色球形颗粒火山物），与阿波罗17号宇航员哈里森·施密特和尤金·塞尔南在月球陶拉斯-利特罗谷中矮子月坑附近所发现的一样。这一多彩区域有时也被称作"伍德斑"-阿里斯塔克斯高原的另一名称。
1958年11月3日，苏联天文学家"尼古拉·亚历山德罗维奇·科济列夫"在对阿里斯塔克斯陨坑观察的基础上，率先获得了有关月球火山活动的信息。 在随后的新闻采访中，科学家宣布，在气体光谱图中发现了阿里斯塔克斯陨坑中存在有氢分子的迹象。根据科学家的说法，这表明月球内部以及地壳深处仍存在着高温。
克莱门汀号任务期间，探测器对该陨坑进行了矿物光谱测量，数据显示其中央峰为典型的斜长岩，一种主要由斜长石缓慢冷却而成的火成岩，相比之下，陨坑外侧壁成分则是由等量斜长石和橄榄石构成的橄长岩。
2005年哈勃太空望远镜对月球上以钛铁矿形态存在的富氧玻璃质月壤进行了探查，阿里斯塔克斯陨石坑所在区域也被列入其中。哈勃高级巡天照相机分别拍摄了阿里斯塔克斯陨坑的可见光和紫外光照片，并将它们与已进行过实地探测，并掌握其化学成分的阿波罗15号和阿波罗17号登陆点作对比，确定了该陨坑蕴藏有特别丰富的钛铁矿，一种未来定居月球时可用来提取氧气的钛氧矿物。

## 瞬变现象
阿里斯塔克斯隕石坑附近的地區時常有出現月球瞬变现象。這類現象包含月表出現短暫的陰影和彩色亮斑。對已知資料進行的整理表明，此類現象的可信記載中有超过三分之一是出現在阿里斯塔克斯隕石坑地區。1971年，阿波罗15号从阿里斯塔克斯隕石坑110公里上空掠过时，偵測到一股明显的α粒子流。一般認為這些粒子流是由氡 - 222的衰變引起的。氡 - 222是一種放射性氣體，其半衰期为3.8日。后来的月球探勘者也证实了該地區周边的氡 - 222散逸現象。而月球暫現現象可解釋为氡氣緩慢而無法覺察的泄出，或间歇性喷发現象。截至2007年底，共计报导过该陨坑中有122例此类观察结果。

## 命名
阿里斯塔克斯陨坑与月球正面许多的陨石坑一样，也是由意大利耶稣会天文学家乔瓦尼·巴蒂斯塔·里乔利所命名，他于1651年所创建的命名体系在1935年成为了标准命名 。早期的一些月面学家们也曾赋予它不同的名字，如荷兰天文学家米迦勒·弗洛伦特·范·朗伦在他1645年的月图中以西班牙王国后来的继承人"巴尔塔萨·查尔斯"之名命名它为"西班牙王子巴尔塔萨"(Balthasaris Hispa. Pri)；而波兰天文学家约翰·赫维留则以埃及奥尔比亚附近的一座山脉称其为"菲奥莱斯山"(Mons Porphyrites)；一处紫外光反照率极低的特别区域被以它的发现者-"罗伯特·威廉姆斯·伍德"之名称作"伍德斑"。

## 卫星坑
阿里斯塔克斯陨石坑周边分布有若干更小的陨石坑，其中有不少可能是主坑中高速抛射出的大块喷出物再次撞击月表所形成的次生坑。按惯例，最靠近阿里斯塔克斯陨石坑的卫星坑将在月图上以字母标注在它的中心点旁边。
| 阿里斯塔克斯 | 緯度    | 經度    | 直徑    |
| ------------ | ------- | ------- | ------- |
| B            | 26.3° N | 46.8° W | 7 公里  |
| D            | 23.7° N | 42.9° W | 5 公里  |
| F            | 21.7° N | 46.5° W | 18 公里 |
| H            | 22.6° N | 45.7° W | 4 公里  |
| N            | 22.8° N | 42.9° W | 3 公里  |
| S            | 19.3° N | 46.2° W | 4 公里  |
| T            | 19.6° N | 46.4° W | 4 公里  |
| U            | 19.7° N | 48.6° W | 4 公里  |
| Z            | 25.5° N | 48.4° W | 8 公里  |

以下隕石坑被國際天文聯合會重新命名。

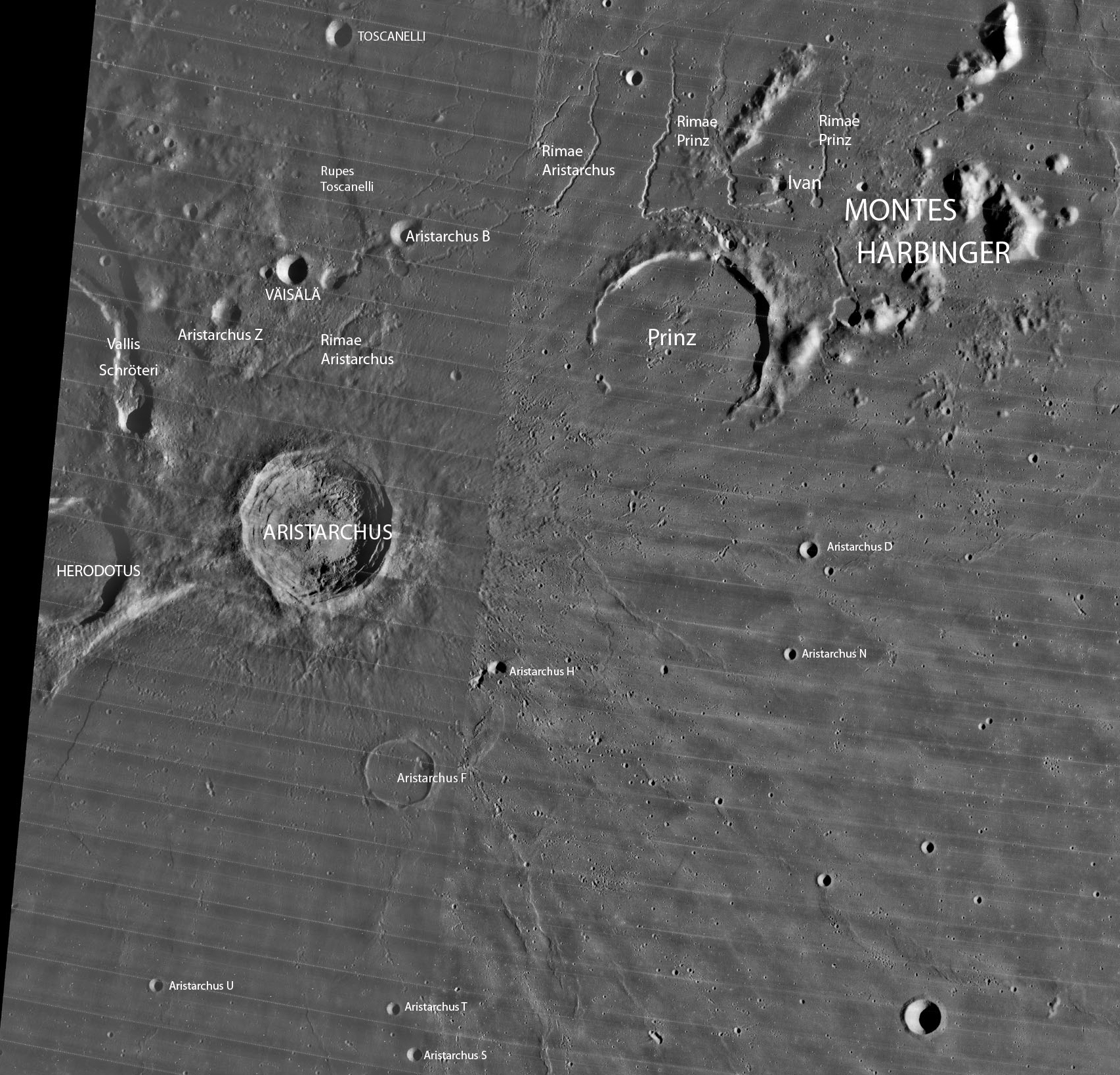
阿里斯塔克斯隕石坑及附近的卫星坑

- 卫星坑"阿里斯塔克斯 A" — 1973年更名为维萨拉陨石坑；
- 卫星坑"阿里斯塔克斯 C" — 1976年更名为托斯卡内利陨石坑。

## 图集

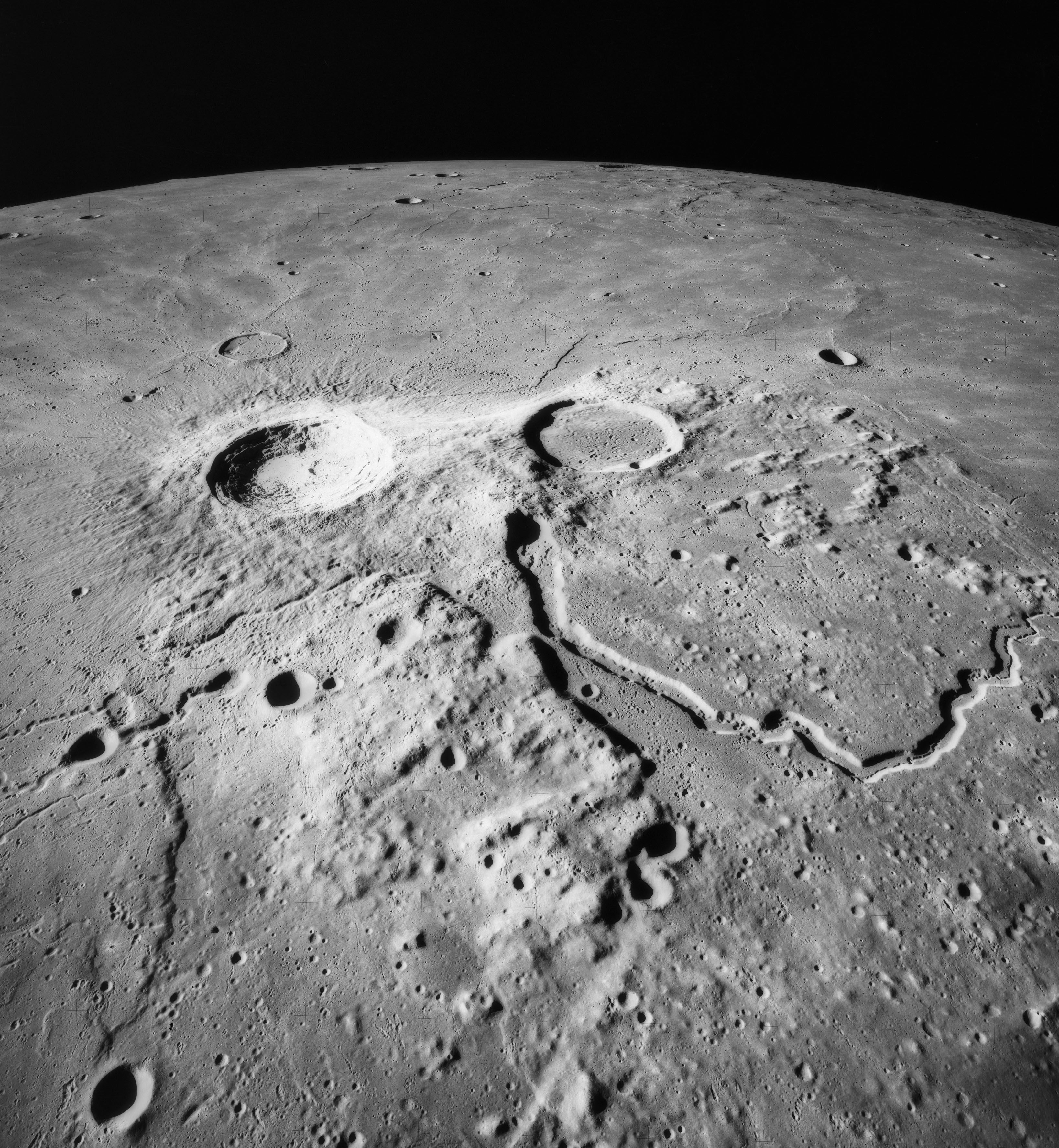
阿波罗15号拍摄的图像
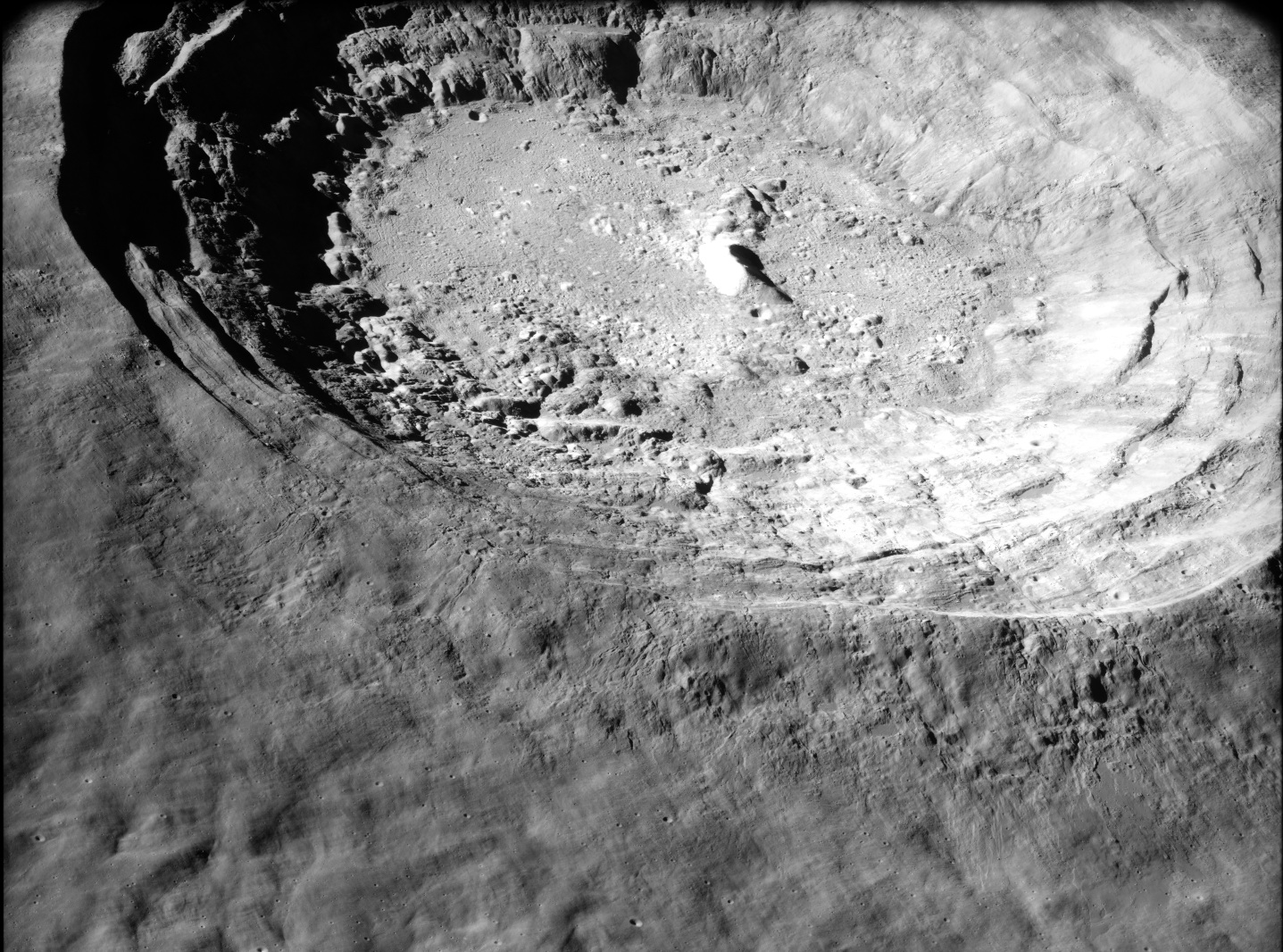
阿波罗15号拍摄的图像
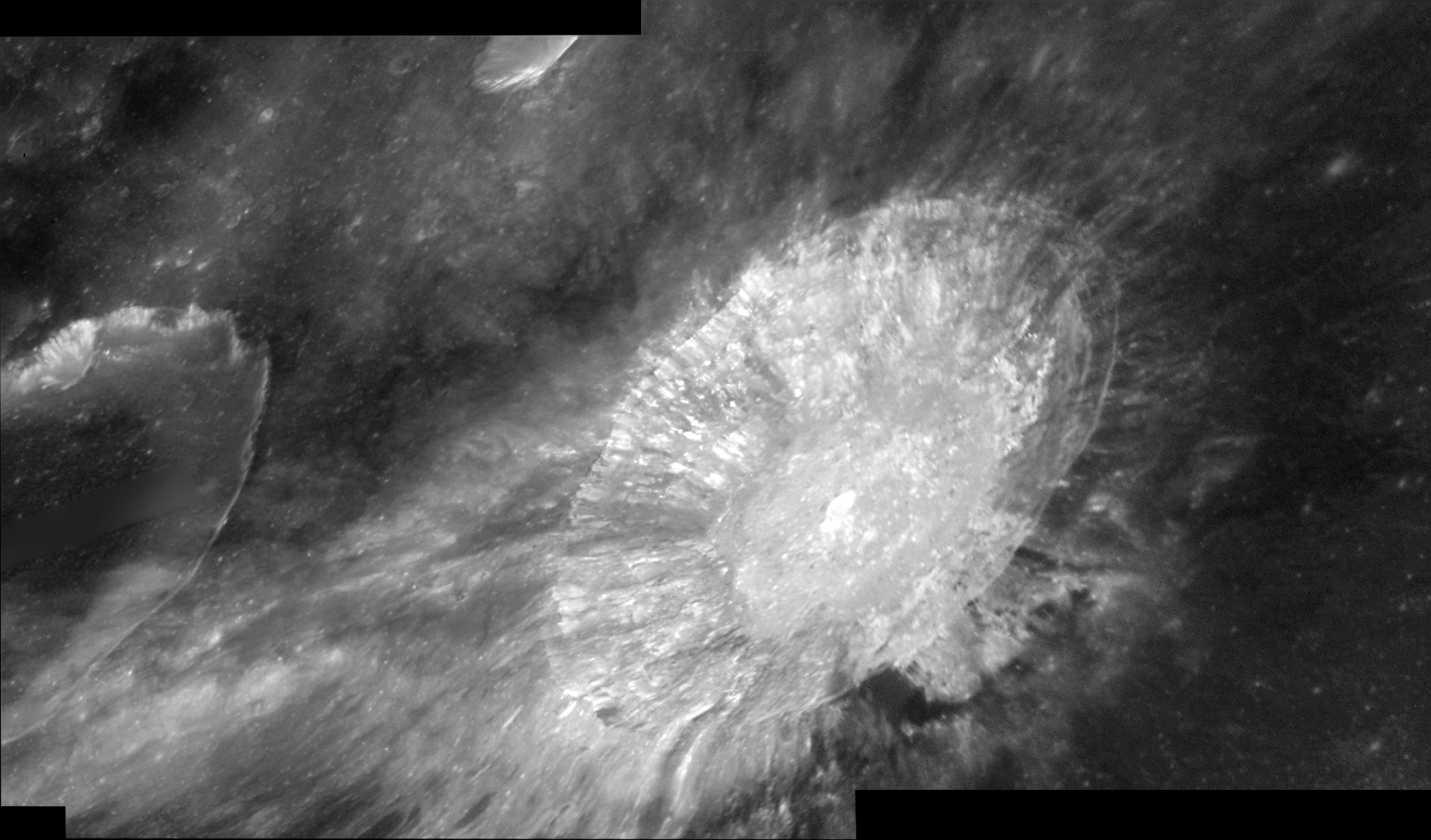
哈勃太空望远镜拍摄的图像
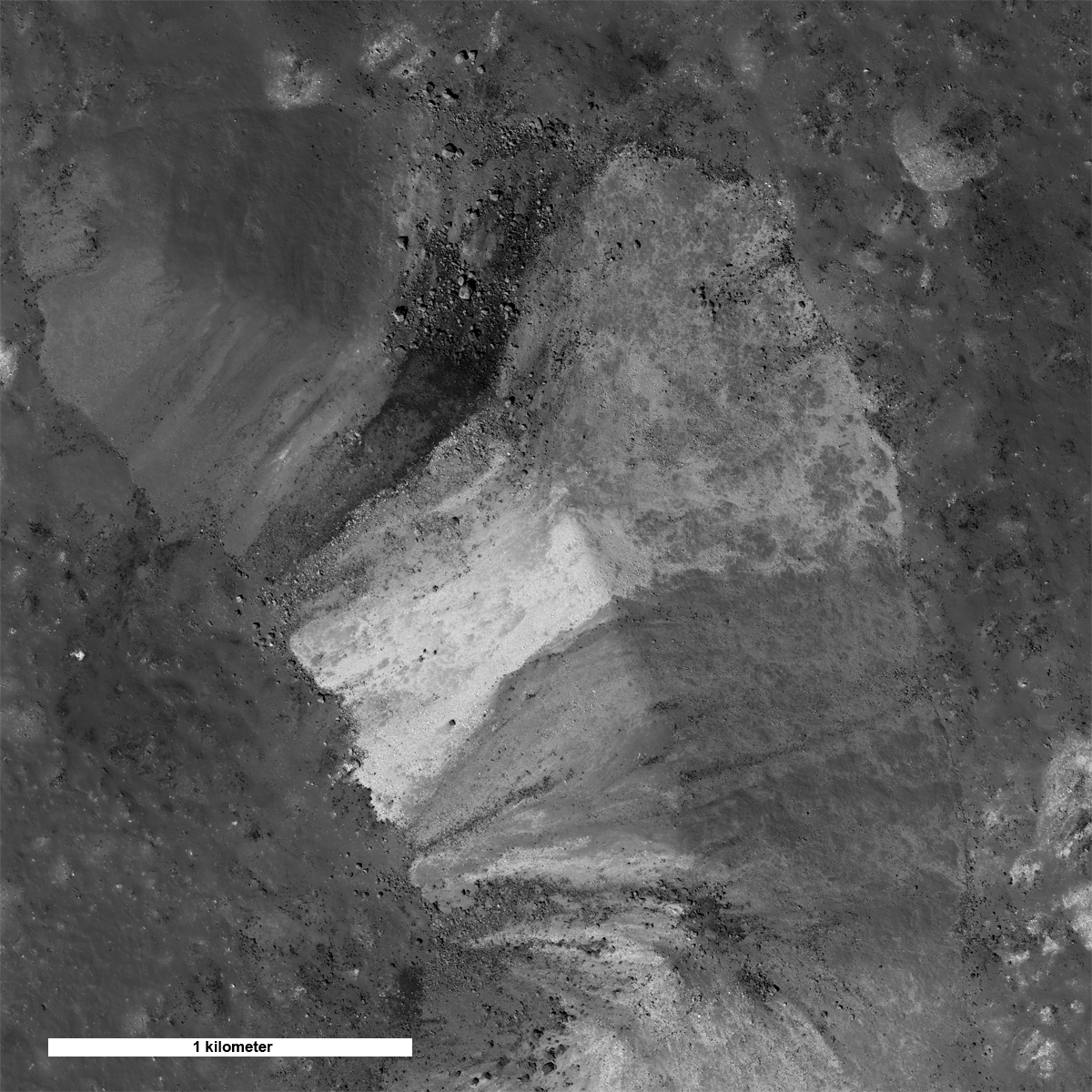
月球勘测轨道飞行器拍摄的坑内中央峰
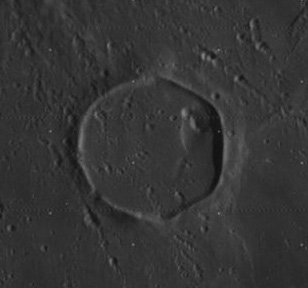
月球轨道器4号拍摄的卫星坑"阿里斯塔克斯 F"